# Macieira da Maia
Macieira da Maia is een plaats (freguesia) in de Portugese gemeente Vila do Conde en telt 1898 inwoners (2001).